# Gran Premio di San Remo
Il Gran Premio di Sanremo è una corsa automobilistica di Formula 1 che si è disputata dal 1937 al 1951.
La prima edizione venne corsa nell'estate del 1937, lungo un circuito cittadino all'interno di Sanremo. Nel dopoguerra si riprese a correre, ma il tracciato cittadino di Sanremo venne abbandonato in favore del nuovo Circuito di Ospedaletti, inaugurato nel 1947. Su questo circuito vennero disputate le successive edizioni del Gran Premio fino al 1951.
La corsa non è mai stata valida per il campionato mondiale di Formula 1, ma può vantare un albo d'oro con i migliori piloti dell'epoca, da Alberto Ascari a Juan Manuel Fangio.

## Albo d'oro (parziale)
| Data           | Circuito    | Pilota             | Vettura    | Resoconto |
| -------------- | ----------- | ------------------ | ---------- | --------- |
| 27 giugno 1948 | Ospedaletti | Alberto Ascari     | Maserati   | resoconto |
| 3 aprile 1949  | Ospedaletti | Juan Manuel Fangio | Maserati   | resoconto |
| 16 aprile 1950 | Ospedaletti | Juan Manuel Fangio | Alfa Romeo | resoconto |
| 22 aprile 1951 | Ospedaletti | Alberto Ascari     | Ferrari    | resoconto |